# Agár-tető
Agár-tető este o arie protejată (arie specială de conservare — SAC, sit de importanță comunitară — SCI) din Ungaria întinsă pe o suprafață de 5.135,55 ha, integral pe uscat.

## Localizare
Centrul sitului Agár-tető este situat la coordonatele 46°57′31″N 17°30′08″E / 46.958611°N 17.502222°E.

## Înființare
Situl Agár-tető a fost declarat sit de importanță comunitară în mai 2004 pentru a proteja 3 specii de plante și 11 specii de animale. Situl a fost protejat și ca arie specială de conservare în februarie 2010.

## Biodiversitate
Situată în ecoregiunea panonică, aria protejată conține 14 habitate naturale: Pajiști panonice carstice (Stipo-Festucetalia pallentis), Păduri pe pante, grohotișuri și ravene de Tilio-Acerion, Păduri panonice-balcanice de stejar turcesc - stejar sesil, Păduri panonice cu Quercus petraea și Carpinus betulus, Păduri aluvionare cu Alnus glutinosa și Fraxinus excelsior (Alno-Padion, Alnion incanae, Salicion albae), Fânețe montane, Păduri panonice cu Quercus pubescens, Formațiuni de Juniperus communis pe lande sau pajiști calcaroase, Păduri de fag Asperulo-Fagetum, Pajiști cu Molinia pe soluri calcaroase, turboase sau argilos-nămoloase (Molinion caeruleae), Pajiști stepice subpanonice, Pajiști uscate seminaturale și facies de acoperire cu tufișuri pe substraturi calcaroase (Festuco-Brometalia) (* situri importante pentru orhidee), Păduri de fag din Europa Centrală dezvoltate pe sol calcaros cu Cephalanthero-Fagion, Fânețe de joasă altitudine (Alopecurus pratensis, Sanguisorba officinalis).
La baza desemnării sitului se află mai multe specii protejate:
- plante (3): Dianthus plumarius subsp. regis-stephani, Iris humilis subsp. arenaria, Seseli leucospermum
- amfibieni (2): buhai de baltă cu burta roșie (Bombina bombina), izvoraș-cu-burta-galbenă (Bombina variegata)
- mamifere (1): liliac cârn (Barbastella barbastellus)
- nevertebrate (8): croitorul mare al stejarului (Cerambyx cerdo), Cucujus cinnaberinus, fluturele auriu (Euphydryas aurinia), Euplagia quadripunctaria, rădașcă (Lucanus cervus), fluturele purpuriu (Lycaena dispar), croitorul cenușiu al stejarului (Morimus funereus), Rosalia alpina

Pe lângă speciile protejate, pe teritoriul sitului au mai fost identificate 8 specii de plante.